# Sándor Cséfai
Sándor Cséfai, madžarski rokometaš, * 13. julij 1904, Budimpešta, † 2. september 1984, Budimpešta.
Leta 1936 je na poletnih olimpijskih igrah v Berlinu v sestavi madžarske rokometne reprezentance osvojil četrto mesto.